# Bob Siebenberg
Robert Layne „Bob“ Siebenberg (* 31. Oktober 1949 in Glendale, Kalifornien), auch als Bob C. Benberg / Bobby C. Benberg und Bob Cee bekannt, ist ein US-amerikanischer Musiker. Bekannt wurde er vor allem als Schlagzeuger und Percussionist der britischen Progressive-Rock-Band Supertramp. Er ist der einzige Amerikaner in der Besetzung.
Auch Siebenbergs Sohn Jesse trat Supertramp bei. Er agierte erstmals 1997 während der Tour It's About Time mit der Band, was mit dem Livealbum It Was the Best of Times (1999) dokumentiert ist.

## Karriere
Zu Beginn seiner Musikerkarriere war Siebenberg ein Mitglied der Pub-Rock-Band Bees Make Honey und Mitglied der amerikanischen Band RHS. 1973 trat er Supertramp bei.
1985 wurde Siebenbergs erstes Soloalbum herausgegeben: Giants in Our Own Room. Darin singt er die Hälfte der Songs selbst und spielt auch noch Keyboard und Schlagzeug. In der Aufnahme unterstützen ihn Scott Gorham von Thin Lizzy (Gorham war Siebenbergs Schwager von 1969 bis 2000), Steve Farris von Mr. Mister, Procol-Harum-Schlagzeuger B. J. Wilson (der den letzten Track gespielt hat), Bassist Kerry Hatch von Oingo Boingo und Supertramp-Bandkollege John Helliwell. Derek Beauchemin, ein alter Freund, engagierte sich als Co-Songwriter und spielte Keyboard.
Außerdem war Siebenberg Mitglied der Band Heads Up. Von dieser wurde 1989 das Album The Long Shot veröffentlicht. An diesem Album wirkten Dennis O’Donnell, Mark Hart, Brad Cole, John Helliwell, Marty Walsh und Scott Gorham mit; Letzterer spielte die Gitarre.
Siebenberg komponierte die originale Musik für Sierra On-line's Videospiel Space Quest III: The Pirates of Pestulon (1989).
2015 erschien Siebenbergs Soloalbum Glendale River. Bei der Aufnahme wirkten unter anderem Jesse Siebenberg und Scott Gorham mit. Das Cover stammt von einer Zeichnung von Rick Davies.

## Diskografie
Bees Make Honey:
- 1973: Music Every Night (als Bob Cee)
- 2003: Back On Track (Kompilation)

Supertramp:
- 1974 – heute: alle Alben dieser Zeitspanne (siehe Supertramp/Diskografie)

Solo:
- 1986: Giants In Our Own Room
- 2015: Glendale River

Heads Up:
- 1989: The Long Shot

Gastmusiker:
- 1972: Private Parts – Peter Straker
- 1979: The Old Pals Act – Peter Bennett
- 1980: Solo In Soho – Philip Lynott (als Bobby C. Benberg)